# Swiss Darts Trophy
| Swiss Darts Trophy  | Swiss Darts Trophy      |
| ------------------- | ----------------------- |
| Sportart            | Darts                   |
| Organisator         | PDC                     |
| Turnierart          | Ranglistenturnier       |
| Austragungsort      | St. Jakobshalle, Basel  |
| Austragungszeitraum | September               |
| Rekordsieger        | Martin Schindler (1×)   |
| amtierender Sieger  | Martin Schindler        |
| Letzte Austragung   | Swiss Darts Trophy 2024 |
| Nächste Austragung  | Swiss Darts Trophy 2025 |

Die Swiss Darts Trophy ist ein Ranglistenturnier der Professional Darts Corporation. Es ist ein Event der European Darts Tour, welche im Rahmen der Pro Tour durchgeführt und 2024 erstmals ausgetragen wurde.

## Format
Das Turnier wird im K.-o.-System gespielt. Spielmodus ist in den ersten drei Runden best of 11 legs, im Halbfinale best of 13 legs und im Finale best of 15 legs.
Jedes leg wird im double-out-Modus gespielt.

## Preisgeld
Bei diesem Turnier werden insgesamt £ 175.000 an Preisgeldern ausgeschüttet.
Das Preisgeld verteilt sich unter den Teilnehmern wie folgt:
| Position (Anzahl der Spieler) | Position (Anzahl der Spieler) | Preisgeld |
| ----------------------------- | ----------------------------- | --------- |
| Gewinner                      | (1)                           | £ 30.000  |
| Finalist                      | (1)                           | £ 12.000  |
| Halbfinalisten                | (2)                           | £ 8.500   |
| Viertelfinalisten             | (4)                           | £ 6.000   |
| Achtelfinalisten              | (8)                           | £ 4.000   |
| Verlierer der 2. Runde        | (16)                          | £ 2.500   |
| Verlierer der Vorrunde        | (16)                          | £ 1.250   |
|                               |                               |           |
|                               |                               | £ 175.000 |

## Finalergebnisse
| Jahr | Austragungsort         | Sieger           | Ergebnis | Finalist    | Preisgeld  | Preisgeld |
| Jahr | Austragungsort         | Sieger           | Ergebnis | Finalist    | Gesamt     | Sieger    |
| ---- | ---------------------- | ---------------- | -------- | ----------- | ---------- | --------- |
| 2024 | St. Jakobshalle, Basel | Martin Schindler | 8 : 7    | Ryan Searle | 0£ 175.000 | 0£ 30.000 |
| 2025 | St. Jakobshalle, Basel |                  | :        |             | 0£ 175.000 | 0£ 30.000 |